# Генитив
Генитив је зависни падеж, а зависним падежима се показује на који се начин повезује оно што значи основа зависног падежа са другим речима.
Генитив је падеж са највише значења.
Он има три основна значења и још четрдесетак споредних.
Нека од споредних значења су:
- означава особину нечега (описни или квалитативни генитив)

Увијек се употребљава у синтагми и састоји се од именица и атрибута.
примјер - То је момак танка и висока стаса.
- означава мјесто

примјери - Лопта је пала поред линије.
Нисам ставила ништа око врата.
Изашао је из куће.
Ставио је капу изнад очију.
Употребљава се с приједлозима: око, поред, близу, крај, код, из(ван), са, изнад, испод, испред, иза, између, пре, после, након, преко, ради, упркос, попут, против, место, осим/сем ...
- означава вријеме (темпорални генитив)

примјери - Током ове године учим српски сваког дана.
Те ноћи било је велико невријеме.
Путовала сам током цијелог распуста.
Темпорални генитив иде уз следеће приједлоге: од, до, преко, током, уочи, приликом ...
И ова врста генитива такође се може појавити без приједлога.
примјери - Сваког дана вјежбам и учим.
Сваког викенда излазим.
- означава начин

примјери - За факултет се припремам без ичије помоћи.
Он је добар попут својих родитеља.
Начински генитив најчешће се појављује уз приједлоге без и попут.
- означава узрок

примјери - Због болести није дошао у школу.
Због страха од пожара набавио је против-пожарни апарат.
Уз генитив узрока највише се употребљава приједлог због и он увијек може замијенити приједлог од, усљед, из као у примјерима:
Разбио је прозор из (због) обијести.
Она плаче од (због) среће.
Тај пјева из (због) нужде.
- означава циљ - намјеру

примјер - Ради заштите шуме забрањује се роштиљање.

## Додатни примјери
- На пијаци нема воћа. (субјекат)
- Најављен је штрајк радника. (атрибут)
- Узми воћа. (објекат)
- Бојали су се неуспеха на испиту. (објекат)
- Он је пријатног изгледа. (предикат)
- Наследио сам одело старијег брата. (атрибут)
- Последњег дана на мору је падала киша. (прилошка одредба за време)
- Добила сам хаљину од чисте свиле. (атрибут)
- Доселио се из Новог Сада. (прилошка одредба за место)
- Брали су воће од зоре до мрака. (прилошка одредба за време)